# Echefyllides
Echefyllides (Ἐχεφυλλίδης) – bliżej nieznany grecki gramatyk lub historyk. Wymieniany przez Stefana z Bizancjum w haśle Σφακτηρία, a także w scholiach do Platońskiego Fedona.